# Congo nos Jogos Olímpicos de Verão de 1972
A República do Congo competiu nos Jogos Olímpicos de Verão de 1972 em Munique, Alemanha Ocidental. O país retornou às Olimpíadas após perder os jogos de 1968.

## Resultados por Evento

### Atletismo
100 m masculino
- Alphonse Yanghat

Primeira Eliminatória - 10.95s (→ não avançou)
800 m masculino
- Alphonse Mandonda

Eliminatória - 1:51.2 (→ não avançou)
Revezamento 4x100 m masculino
- Antoine Ntsana Nkounkou, Luis Nkanza, Jean-Pierre Bassegela, e Théophile Nkounkou

Eliminatória - 39.86s
Semifinals - 39.97s (→ não avançou)